# Hoover sound
Pour les articles homonymes, voir Hoover.
Le hoover ou hoover sound fait référence à un son de synthétiseur particulier dans la musique électronique, couramment utilisé dans la rave techno, la techno hardcore, le gabber, le breakbeat hardcore, la trance, la hard house et la hard NRG. Appelé à l'origine Mentasm, le nom qui s'est imposé est celui qui compare le son à celui d'un aspirateur (souvent désigné par la marque générique hoover au Royaume-Uni et en Irlande).

## Caractéristiques

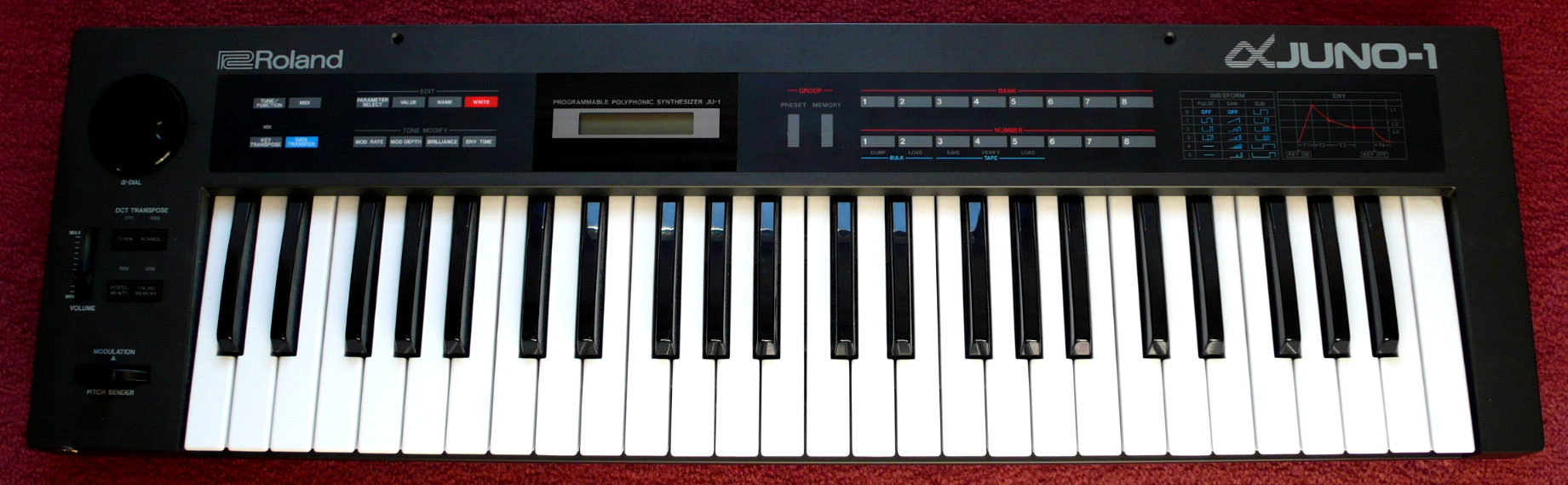
L'archétype du synthétiseur hoover, Roland Alpha Juno.

Le hoover est une forme d'onde complexe qui peut être créée avec trois oscillateurs, chacun espacé d'une octave, une forte utilisation de la modulation de largeur d'impulsion et un effet de chorus épais. Le son est caractérisé par un tourbillon épais qui provient d'un LFO rapide contrôlant la modulation de largeur d'impulsion et le chorus. Il est créé à l'origine par Eric Persing pour le Roland Alpha Juno, bien que le terme hoover n'ait pas été introduit par lui.
Il est traditionnellement créé avec le synthétiseur Roland Alpha Juno-2, Alpha Juno 1, ou la version à montage en rack MKS-50, en utilisant le patch intégré What the patch. Le son hoover généré par ces synthétiseurs est unique en raison de l'utilisation d'une onde en dents de scie PWM, qui insère des segments plats de largeur variable dans une forme d'onde en dents de scie.

## Histoire et popularisation
Le son hoover serait apparu pour la première fois dans une production commerciale dans Mentasm de Second Phase (1991), produit en collaboration entre Joey Beltram et Mundo Muzique, et est parfois appelé mentasm. Toutefois, le terme mentasm fait normalement référence au son échantillonné à partir de ce morceau et réutilisé. Ce son est largement utilisé dans les morceaux techno belges du début des années 1990.
Un autre exemple notable de disque utilisant un hoover est Dominator des pionniers néerlandais de la techno Human Resource. Ce morceau devient célèbre en 1991 et s'est classé dans le top 10 mondial. Ce qui caractérise ce morceau, ce n'est pas seulement le hoover, mais aussi le rap exagéré : « Je suis plus grand, plus audacieux, plus rude et plus dur, en d'autres termes, suceur, il n'y en a pas d'autre... Je suis le seul et unique dominateur... Je veux m'embrasser moi-même ! » Le son est également utilisé dans des jeux vidéo tels que Streets of Rage 3, composé par Yūzō Koshiro et Motohiro Kawashima, et Robotron X, par Aubrey Hodges.

## Morceaux notables
| Titre                    | Artiste                 | Année | Réfs   |
| ------------------------ | ----------------------- | ----- | ------ |
| Acid Pandemonium         | Mundo Muzique           | 1991  | [ 4 ]  |
| Dominator (en)           | Human Resource          | 1991  | ,      |
| Charly (Alley Cat Mix)   | The Prodigy             | 1991  | [ 5 ]  |
| Mentasm                  | Second Phase            | 1991  | ,      |
| Cactus Rhythm            | Plexus                  | 1991  |        |
| Inssomniak               | DJPC                    | 1991  |        |
| Anasthasia               | T99                     | 1991  | [ 3 ]  |
| Tingler                  | Smart Systems           | 1991  | [ 7 ]  |
| Brainstorm               | Fractal                 | 1991  |        |
| S.H.U.M.                 | Jessie Deep!            | 1992  | [ 6 ]  |
| Fury                     | Underground Resistance  | 1992  | [ 3 ]  |
| Ectoplasm                | The Time Frequency      | 1994  |        |
| Are You All Ready?       | Tony De Vit             | 1996  | [ 8 ]  |
| Looking Good             | Lisa Lashes             | 1999  | [ 8 ]  |
| What!                    | Eufex                   | 2000  |        |
| Hoover Time              | Stimulant DJs           | 2000  |        |
| Warp 1.9                 | The Bloody Beetroots    | 2009  | [ 6 ]  |
| Bad Romance              | Lady Gaga               | 2009  | [ 9 ]  |
| Birthday Cake            | Rihanna                 | 2011  | [ 10 ] |
| Doomsday                 | Nero                    | 2011  |        |
| Something New            | Girls Aloud             | 2012  |        |
| I Fink U Freeky          | Die Antwoord            | 2012  |        |
| Fashion Is My Kryptonite | Bella Thorne et Zendaya | 2012  |        |
| Phresh Out the Runway    | Rihanna                 | 2012  | [ 11 ] |
| Hatshepsut               | Jlin                    | 2017  |        |
| WOOWA                    | DIA                     | 2019  |        |
| Back in the Game         | Battle Tapes            | 2023  |        |